# 兼子真衣
兼子 真衣（かねこ まい、1997年9月23日 - ）は、札幌テレビ放送のアナウンサー。兵庫県生まれ、北海道札幌市出身。

## 略歴・人物
- 立命館慶祥高等学校を経て慶應義塾大学法学部在学中の2018年、ミス慶應のファイナリスト。卒業後、2020年入社。同期入社は久保明日香。
- 2020年6月9日放送のSTVラジオ「工藤じゅんきの十人十色」内の12時台のSTVニュースで、アナウンサーとして初鳴き。
- 同僚で1年先輩の佐々木美波アナウンサーとは、高校、大学（学部・学科、ゼミ）、所属会社と配属先まで同じである。

## 出演番組

### テレビ
- どさんこワイド
  - 2020年5月1日放送分で初出演。その後は臨時キャスター等、不定期出演。
  - 2022年4月4日より、フィールドキャスターとして出演。
- STVニュース（2020年7月 - 、不定期）
- 1×8いこうよ!（2021年4月25日 - 、不定期） - 進行役担当
- どさんこドラマ部（2023年9月30日 - ）
- シアターS（2024年3月 - ）進行役担当

### ラジオ
- まるごと!エンタメ〜ション（2021年3月29日 - 2024年3月26日）
  - 2022年3月25日までは月 - 金担当、同年3月30日から水 - 金担当、2023年4月から月・火担当
- STVニュース（2020年7月 - 、不定期）

## 過去の出演番組

### テレビ
- 熱烈!ホットサンド!（2020年12月5日・12日・19日）
- ハッピーおとどけ隊（2020年7月 - 、不定期）

### ラジオ
- オハヨー!ほっかいどう（月 - 水曜担当、2020年9月28日 - 2021年3月24日）
- 明石のいんでしょ大作戦!（月1回担当、2020年11月28日 - 2021年3月27日）
- アタックヤング60（2023年3月パーソナリティー）
- まるごと!エンタメ〜ション 
  - ようじのぢかん 9月第4週（2023年9月25日 - 9月29日）